# Claës Rundberg
Claës Rundberg, né le 14 novembre 1874 à Malmbäck (Suède) et mort le 27 mai 1958 à Säby (Suède), est un tireur sportif suédois.

## Palmarès

### Jeux olympiques
- Jeux olympiques d'été de 1908 à Londres :
  -  Médaille d'argent en tir à la carabine libre par équipes.